# Camelot
Camelot株式会社（日語：株式会社キャメロット）是由高橋秀五于1994年4月4日建立的日本电子游戏开发公司，总部位于东京新宿区，其前身是由世嘉出資，與胞兄高橋宏之于1990年成立的Sonic!株式会社（株式会社ソニック，Sonic! Software Planning）。目前公司已经和任天堂合作开发了多款游戏，如体育游戏《马里奥网球》、《马里奥高尔夫》和电子角色扮演游戏黄金太阳系列。在和任天堂合作之前，Camelot已经开发了运行于世嘉土星平台的《光明力量III》和运行于PlayStation平台的《Beyond the Beyond》及《全民高爾夫》。

## 历史

### Sonic! Software Planning

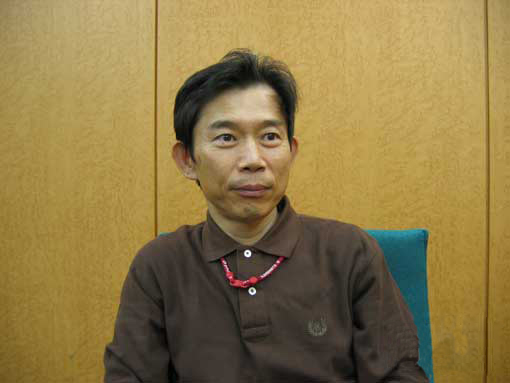
高橋宏之（攝於2005年）

Camelot的前身是1990年建立的世嘉企業（今：世嘉公司）旗下部门「Sega CD4」（消费者开发第四工作室，Consumer Development Studio #4），由原艾尼克斯（今：史克威尔艾尼克斯）僱員高橋宏之擔任部長，其后以世嘉的吉祥物刺猬索尼克命名改名为「Sonic! Software Planning」，并与Climax Entertainment合作（與内藤寛共同創立，同時擔任該公司的社長直至1991年離開），为世嘉MD平台开发《光明与黑暗》。公司之后又成功的独立开发了《光明力量 众神的遗产》与《光明力量II 古代的封印》。

### Camelot
1994年，因應索尼電腦娛樂（今：索尼互動娛樂）的邀請下於4月4日成立Camelot公司，由高橋秀五擔任社長，高橋宏之留在Sonic! Software Planning，而且兩家公司設在同一棟辦公大樓內。
1995年，Camelot正式从世嘉公司独立，但承诺依然继续和Sonic! Software Planning合作为世嘉开发光明系列，不会把经营权给其他公司。
1997年，世嘉开始集中精力开发次世代遊戲機（即後來的Dreamcast），最后留给它们的是世嘉土星（Sega Saturn）的《光明力量III》剧本，並首次以Camelot名義開發。
1998年4月，Camelot结束了《光明力量III》的开发後，世嘉宣佈Sonic! Software Planning併入子公司Nex Entertainment後解散，高橋宏之加入Camelot成為社長，高橋秀五改為副社長。Camelot隨後开始与任天堂合作，並開發首款作品《瑪利歐高爾夫64》，而下一款開發作品《瑪利歐網球64》還創造了瑪利歐系列的新角色瓦路易吉。

## 开发游戏

### Sonic! Software Planning時期
由世嘉发售
- 《光明與黑暗》 － 1991（Mega Drive）（与Climax Entertainment合作）
- 《光明力量 众神的遗产》 － 1992（Mega Drive）（与Climax Entertainment合作）
- 《光明力量外传 远征邪神之国》 － 1992（Game Gear）
- 《光明力量外传II 邪神觉醒》 － 1993（Game Gear）
- 《光明力量II 古代的封印》 － 1993（Mega Drive）
- 《光明力量CD（英语：Shining Force CD）》 － 1994（Mega-CD）
- 《光明力量外传 Final Conflict》 － 1995（Game Gear）
- 《光明战士》 － 1995（世嘉土星）
- 《光明圣柜》 － 1996（世嘉土星）

### Camelot時期
由索尼电脑娱乐发售
- 《Beyond the Beyond》 － 1995（PlayStation）
- 《全民高尔夫》 － 1997（PlayStation）
- 《Everybody's Golf》（HotShotsGolf） － 1998（PlayStation）

由世嘉发售
- 《光明力量III scenario 1 王都的巨神》 － 1997（世嘉土星）
- 《光明力量III scenario 2 受狙的神子》 － 1998（世嘉土星）
- 《光明力量III scenario 3 冰壁的邪神宫》 － 1998（世嘉土星）
- 《光明力量III Premium Disc》 － 1998（世嘉土星）

由任天堂发售
- 《瑪利歐高爾夫64》 － 1999（任天堂64）
- 《瑪利歐高爾夫GB》 － 1999（Game Boy Color）
- 《瑪利歐網球64》 － 2000（任天堂64）
- 《瑪利歐網球GB》 － 2000（Game Boy Color）
- 《黄金太阳 开启的封印》 － 2001（Game Boy Advance）
- 《Mobile Golf》 － 2001（Game Boy Color）
- 《黄金太阳 失落的时代》 － 2003（Game Boy Advance）
- 《瑪利歐高爾夫 家庭巡迴（英语：Mario Golf: Toadstool Tour）》 － 2003（任天堂GameCube）
- 《瑪利歐高爾夫 GBA巡迴（英语：Mario Golf: Advance Tour）》 － 2004（Game Boy Advance）
- 《瑪利歐網球GC》 － 2004（任天堂Game Cube）
- 《瑪利歐網球Advance》 － 2005（Game Boy Advance）
- 《以Wii遊玩（瑪利歐網球GC）》 － 2008（Wii）
- 《黄金太阳 漆黑的黎明》 － 2010（任天堂DS）
- 《瑪利歐網球 公開賽》 － 2012（任天堂3DS）
- 《瑪利歐高爾夫 世界巡迴（英语：Mario Golf: World Tour）》 － 2014（任天堂3DS）
- 《瑪利歐網球 終極扣殺》 － 2015（Wii U）
- 《瑪利歐運動 超級巨星》 － 2017（任天堂3DS）
- 《瑪利歐網球 王牌高手》 － 2018（任天堂Switch）
- 《瑪利歐高爾夫 超級衝衝衝》－ 2021（任天堂Switch）

由卡普空發售
- 《We Love Golf!》 － 2007（Wii）

取消发布游戏
- 《I Love Golf》 － 取消（PC）[5]